# Guerre industrielle
 (juin 2022).
La mise en forme du texte ne suit pas les recommandations de Wikipédia : il faut le « wikifier ».
Les points d'amélioration suivants sont les cas les plus fréquents. Le détail des points à revoir est peut-être précisé sur la page de discussion.
- Les titres sont pré-formatés par le logiciel. Ils ne sont ni en capitales, ni en gras.
- Le texte ne doit pas être écrit en capitales (les noms de famille non plus), ni en gras, ni en italique, ni en « petit »…
- Le gras n'est utilisé que pour surligner le titre de l'article dans l'introduction, une seule fois.
- L'italique est rarement utilisé : mots en langue étrangère, titres d'œuvres, noms de bateaux, etc.
- Les citations ne sont pas en italique mais en corps de texte normal. Elles sont entourées par des guillemets français : « et ».
- Les listes à puces sont à éviter, des paragraphes rédigés étant largement préférés. Les tableaux sont à réserver à la présentation de données structurées (résultats, etc.).
- Les appels de note de bas de page (petits chiffres en exposant, introduits par l'outil «  Source ») sont à placer entre la fin de phrase et le point final[comme ça].
- Les liens internes (vers d'autres articles de Wikipédia) sont à choisir avec parcimonie. Créez des liens vers des articles approfondissant le sujet. Les termes génériques sans rapport avec le sujet sont à éviter, ainsi que les répétitions de liens vers un même terme.
- Les liens externes sont à placer uniquement dans une section « Liens externes », à la fin de l'article. Ces liens sont à choisir avec parcimonie suivant les règles définies. Si un lien sert de source à l'article, son insertion dans le texte est à faire par les notes de bas de page.
- La présentation des références doit suivre les conventions bibliographiques. Il est recommandé d'utiliser les modèles {{Ouvrage}}, {{Chapitre}}, {{Article}}, {{Lien web}} et/ou {{Bibliographie}}. Le mode d'édition visuel peut mettre en forme automatiquement les références.
- Insérer une infobox (cadre d'informations à droite) n'est pas obligatoire pour parachever la mise en page.

Pour une aide détaillée, merci de consulter Aide:Wikification.
Si vous pensez que ces points ont été résolus, vous pouvez retirer ce bandeau et améliorer la mise en forme d'un autre article.
 (juin 2022).
- Si vous ne connaissez pas le sujet, laissez ce bandeau (vous pouvez alors contacter les auteurs).
- Si vous supprimez le contenu mis en cause (vous pouvez préalablement contacter les auteurs),

argumentez précisément cette suppression dans la page de discussion
(un manque de référence n'est pas un argument ; une recherche réelle de référence doit avoir été effectuée, être formellement documentée).
La guerre industrielle est un type de conflit caractérisé par la mobilisation des capacités de production et des technologies issues de la révolution industrielle au profit de la guerre. Il correspond à une période de l’histoire militaire qui commence à la révolution industrielle du XIXe siècle et s'achève à l’avènement de l’ère nucléaire qui rend inenvisageable les conflits entre grandes puissances. Cette période est marquée par l'émergence des États-nations industrialisés capables de créer et d’équiper de grandes armées, marines et forces aériennes.

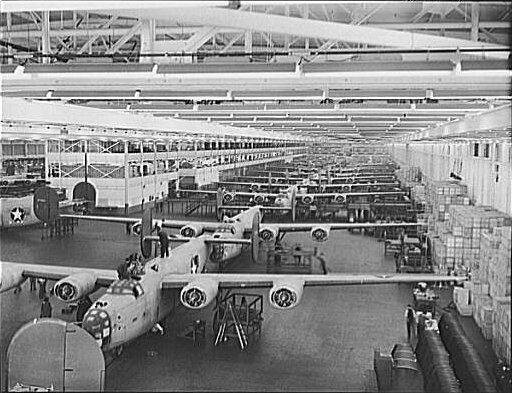
Usine de bombardiers B-24, Willow Run

Cette époque voit le développement des armées de masse par la conscription, du transport rapide (d’abord sur les chemins de fer, puis par mer et air), des communications par le télégraphe et les ondes radios, ainsi que du concept de guerre totale. Sur le plan des technologies militaires, elle est marquée par l’amélioration des armes d’infanterie, de l’artillerie, des armes chimiques, des véhicules blindés, des navires cuirassés, des sous-marins et des aéronefs.
La guerre industrielle se caractérise par l'extension du champ de bataille, la plus grande brutalité des combats, mais aussi l'intégration de tous les pans de la société dans la guerre, en particulier pour le secteur industriel.

## Contexte historique
Selon l’historien François Cochet, la première guerre industrielle est la guerre de Sécession américaine (1861-1865) durant laquelle le Nord parvient à vaincre le Sud grâce au développement du chemin de fer et à ses usines d’armement.
C'est vraiment la Première Guerre mondiale qui fait entrer le monde dans l'ère des guerres industrielles. Ce conflit présente la particularité d’être déclenché par des États ayant accompli leur révolution industrielle (France, Royaume-Uni, Allemagne) ou en passe de la réaliser (Russie). En 1913, l’Allemagne est la première puissance manufacturière européenne (16% de la production manufacturière mondiale) suivie du Royaume-Uni (14%), de la France (6,5%) et de la Russie (5,5%).

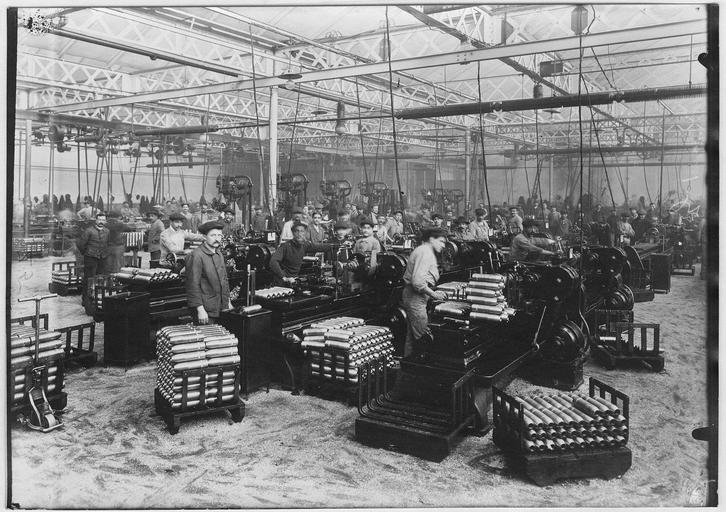
Usine Berliet, usinage d'obus de 75

En outre, la croissance démographique permise par cette révolution industrielle permet l'engagement de millions de soldats dans des champs de bataille s’étendent sur des centaines de kilomètres. La consommation exponentielle de munitions durant cette guerre rend nécessaire un plus forte industrialisation. Ainsi, la production journalière au 15 septembre 1914 est de 36 000 obus tandis que le maréchal Joffre sollicite 75 000 obus à partir de fin septembre . La pénurie oblige une réorientation massive de la production industrielle vers l’armement.
Cette guerre industrielle tue quotidiennement 900 Français et 1300 Allemands dont 80% meurent sous le feu de l’artillerie. Le général Beaufre écrit : « la puissance industrielle devient un facteur décisif lorsque le conflit prend la forme d’une guerre d’usure, c’est-à-dire à partir du moment où la décision militaire rapide devient impossible. La guerre d’usure est une terrible mangeuse d’hommes et de matériel. »

## Composantes de la guerre industrielle

### Une guerre d'industries
La guerre industrielle est qualifiée dans un premier temps de "guerre d'industries" par les historiens contemporains de son apparition, comme Jules Isaac qui a combattu lors de la Première Guerre mondiale. En effet, l'industrialisation augmente les ressources ainsi que les capacités matérielles et humaines des Etats, rendant possible certaines formes de guerre exigeant davantage de moyens. De plus, la guerre devenue de plus en plus mécanisée nécessite une infrastructure accrue et un vaste réseau de soutien derrière les lignes pour l'approvisionnement.
Le caractère indispensable du soutien industriel aux combattants est progressivement pris en compte par les chefs militaires lors de la Première Guerre mondiale, intégré dans leurs stratégies, et plus largement dans la politique de défense du gouvernement. Patrick Fridenson considère ainsi que l'élément marquant de 1916 est le resserrement des liens entre la doctrine militaire et la production industrielle.
Cela peut amener à une confusion des termes puisque la guerre industrielle vient alors désigner deux notions : la guerre de l’ère industrielle et la mobilisation de l'industrie pour soutenir les forces armées que Rémy Porte appelle “le premier front".

### Une guerre totale
Le concept de guerre totale est l'une des principales caractéristiques de la guerre industrielle. Ce terme créé par le général Erich Ludendorff lors de la Première Guerre mondiale et explicité dans son livre de 1936, Der totale Krieg, correspond à la mobilisation complète et la subordination de toutes les ressources, y compris les systèmes politiques et sociaux, à l’effort de guerre allemand.

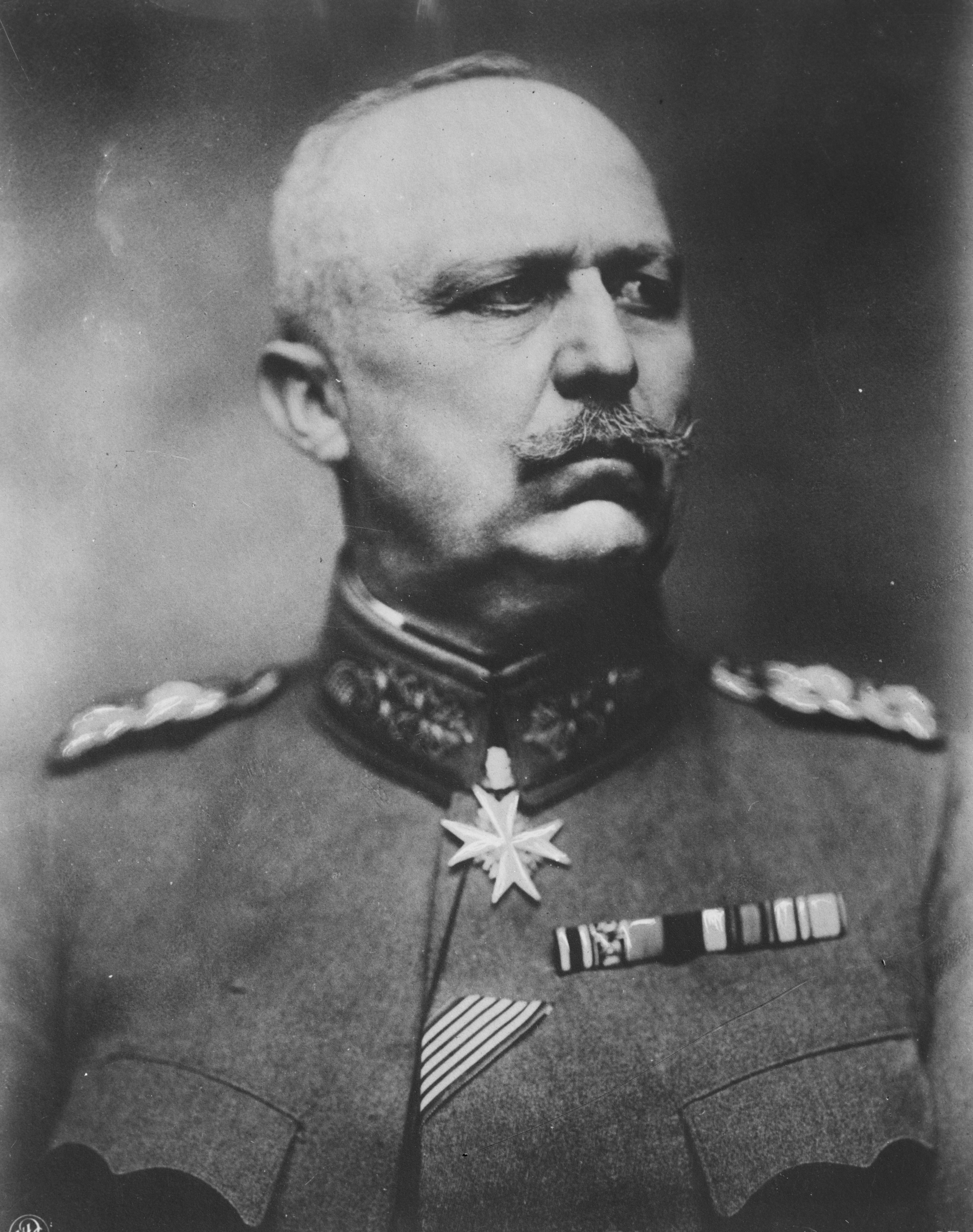
Général Erich Ludendorff

Ce modèle de guerre s'explique par la part croissante de l'idéologie dans les conflits et l'importation de techniques de guerre particulièrement violentes issues des guerres coloniales. Il signifie alors une conduite de la guerre de manière impitoyable et brutale, ce qui se traduit par le ciblage des populations et infrastructures civiles afin de détruire la capacité de l’ennemi à s’engager dans la guerre.
La principale raison de l'émergence de la guerre totale est l’industrialisation. Ce nouveau paradigme nécessite la mobilisation du front intérieur, ce qui se traduit par l'utilisation de concepts modernes comme la propagande pour stimuler la production et maintenir le moral, tandis que le rationnement a lieu pour fournir plus de matériel de guerre.
Le premier exemple de guerre totale est celui de la guerre de Sécession. Les généraux Ulysses Grant et William Sherman sont convaincus que la victoire du Nord ne peut être acquise que par la destruction totale des confédérés, tant sur le plan stratégique que psychologique et économique. Pour cela, ils mettent en œuvre une stratégie de la terre brûlée comme lors de l'avancée de Sherman à travers la Géorgie et la Caroline.

### Une guerre de masse par la conscription

Ordre de Mobilisation générale, 2 août 1914

La conscription, ou service militaire obligatoire, est la réquisition par un État d'une partie de sa population afin de servir ses forces armées. Différente de la mobilisation, elle permet de former militairement une partie de la population, généralement par classes d'âge.
Elle apparaît en 1793 avec la révolution française et est développée par Napoléon Ier pour former la Grande Armée qui lui permet de vaincre les autres armées européennes, professionnelles mais moins nombreuses. Selon Rémy Porte, qui qualifie le XIXe siècle de « préhistoire de la guerre industrielle », cette guerre de masse est un premier jalon qui sera complété par la massification de l'armement pour évoluer vers la guerre industrielle.
Lors des guerres industrielles, la capacité de mobilisation des Etats détermine leur capacité à mener la guerre sur l'ensemble des fronts. Ainsi lors de la Première Guerre mondiale, les alliés de la Triple-entente mobilisent 45 millions de soldats contre 27 millions pour les nations de la Triplice.
Dans les pays développés, les avancées des technologies d'armement et le besoin croissant d'entraînement pour l'utilisation de ces matériels rendent peu pertinente la conscription bien que certains pays continuent de l'utiliser comme la Russie ou la Suisse,.

### Une guerre mobile
Dans ce type de guerre où le soutien de l'industrie au front est capital, le rôle prépondérant des transports est mis en avant par l'historien Jean-Jacques Becker : « Progressivement, on entre dans un autre type de guerre, la guerre industrielle, à laquelle appartiennent les grandes batailles de 1916, Verdun, la Somme, une guerre où la logistique, les transports d’abord par voie ferrée, ensuite par la route, pour acheminer les énormes quantités d’obus et d’équipements nécessaires, deviennent prépondérants. »
Les évolutions des modes de transport à l'ère industrielle changent là manière de conduire la guerre en y apportant la mobilité tant sur le plan de la vitesse et des capacités d'emport que sur celui de la liberté d'action.

#### Transports terrestres
Avant l'invention des véhicules à moteur, les soldats étaient transportés à cheval ou manœuvraient à pied. Avec le développement du train, il devient possible de transporter rapidement et sur de grandes distances un grand nombre de combattants, leur équipement et leur ravitaillement. Mais ce moyen de transport reste vulnérable à la destruction des voies de chemins de fer et nécessite des infrastructures importantes.
Le transport de combattant est révolutionné par l'arrivée du moteur à combustion interne et de l'automobile. Lors des deux guerres mondiales, les camions seront utilisés pour permettre à des unités militaires de manœuvrer rapidement et de manière autonome sur le champ de bataille. Cette apport de l'automobile aux opérations militaires est illustré par le célèbre épisode des taxis de la Marne.

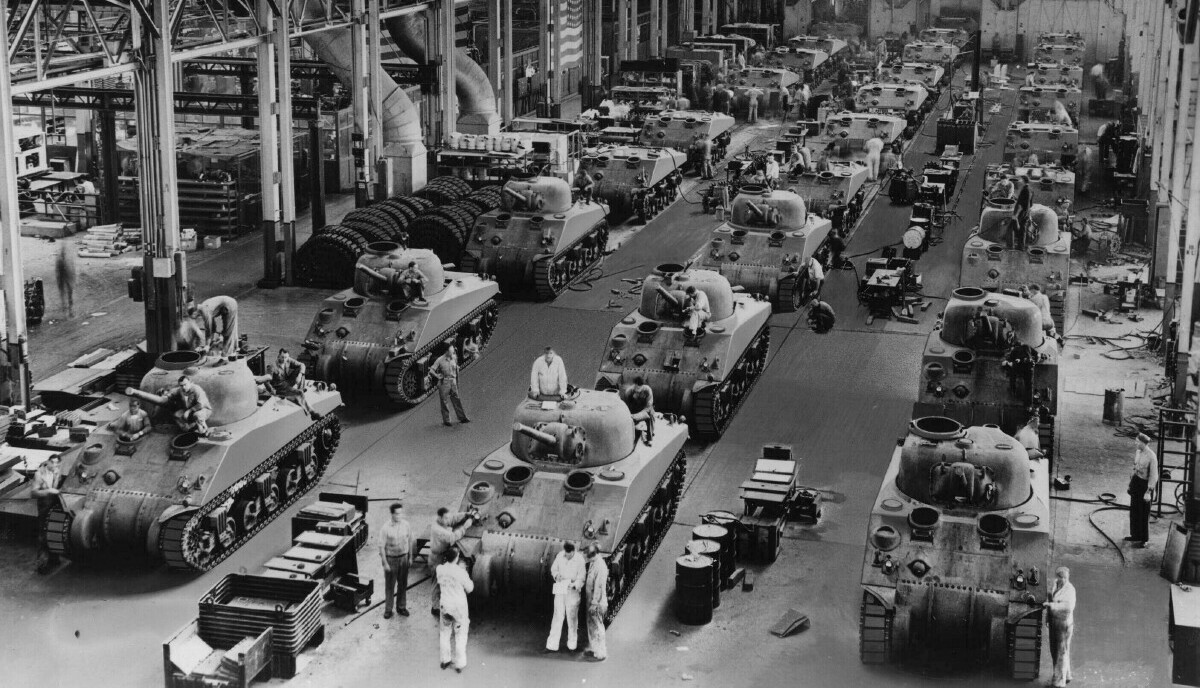
Chaîne de production de chars Sherman M4, usine Chrysler, Detroit

Bien que le tank soit inventé par les français et les britanniques lors de la Première Guerre mondiale, c'est au début de la Seconde Guerre mondiale qu'il atteint son plein potentiel en permettant aux allemands de briser les lignes adverses via la stratégie de la blitzkrieg. Aux côtés de ces chars d'assaut lourdement armés, de nombreux véhicules blindés de transport de troupes permettent la mécanisation de l'infanterie et un changement radical dans la stratégie. Après la guerre, ces véhicules de transport blindés continuent d'évoluer et sont armés pour combiner des capacités de transport et d'appui pour donner naissance au véhicule de combat d'infanterie moderne.
Dans la deuxième partie de la Seconde Guerre mondiale, la guerre industrielle se manifeste pleinement dans sa dimension productive puisque la victoire revient aux alliés, capables de produire des chars en masse pour vaincre les blindés allemands (50 000 M4 Sherman, 23 000 T-34).

#### Transports maritimes

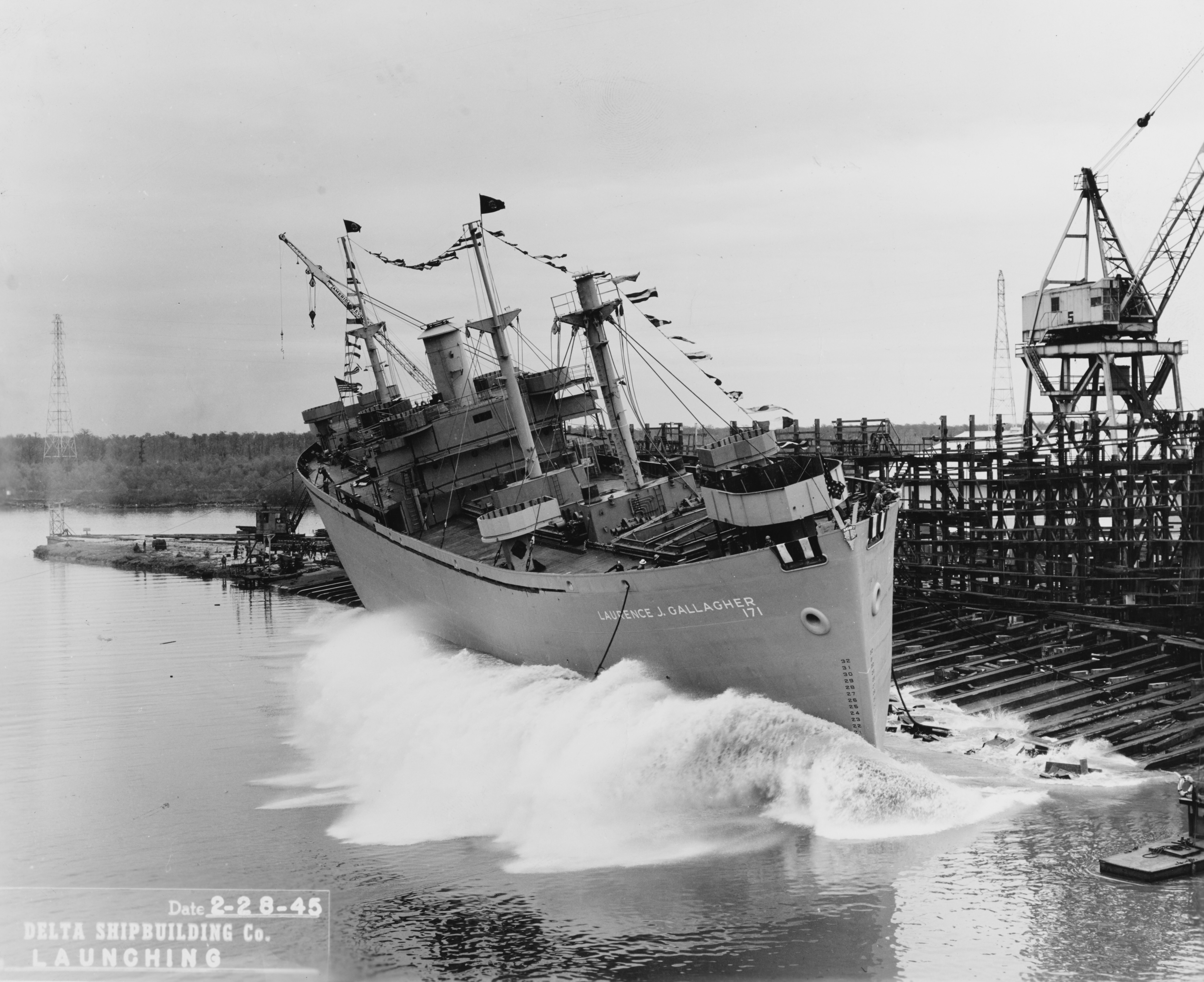
Mise à l'eau du "Liberty ship" Laurence J. Gallagher

De la même manière, le bateau à moteur révolutionne le transport maritime, tant pour la vitesse que pour le tonnage des navires. Dans le domaine militaire, la guerre industrielle se mène autour de la capacité des belligérants à augmenter le tonnage de leur flotte de transport plus rapidement que l'adversaire. Ainsi en 1945, les arsenaux américains produisaient en moyenne un liberty ship par jour, permettant à la machine industrielle des Etats-Unis de soutenir la guerre en Europe et en Asie.
L'invention des navires et chalands de débarquement ouvre de nouvelles opportunités militaire en rendant possible des opérations amphibies comme le débarquement de Normandie.

#### Transports aériens

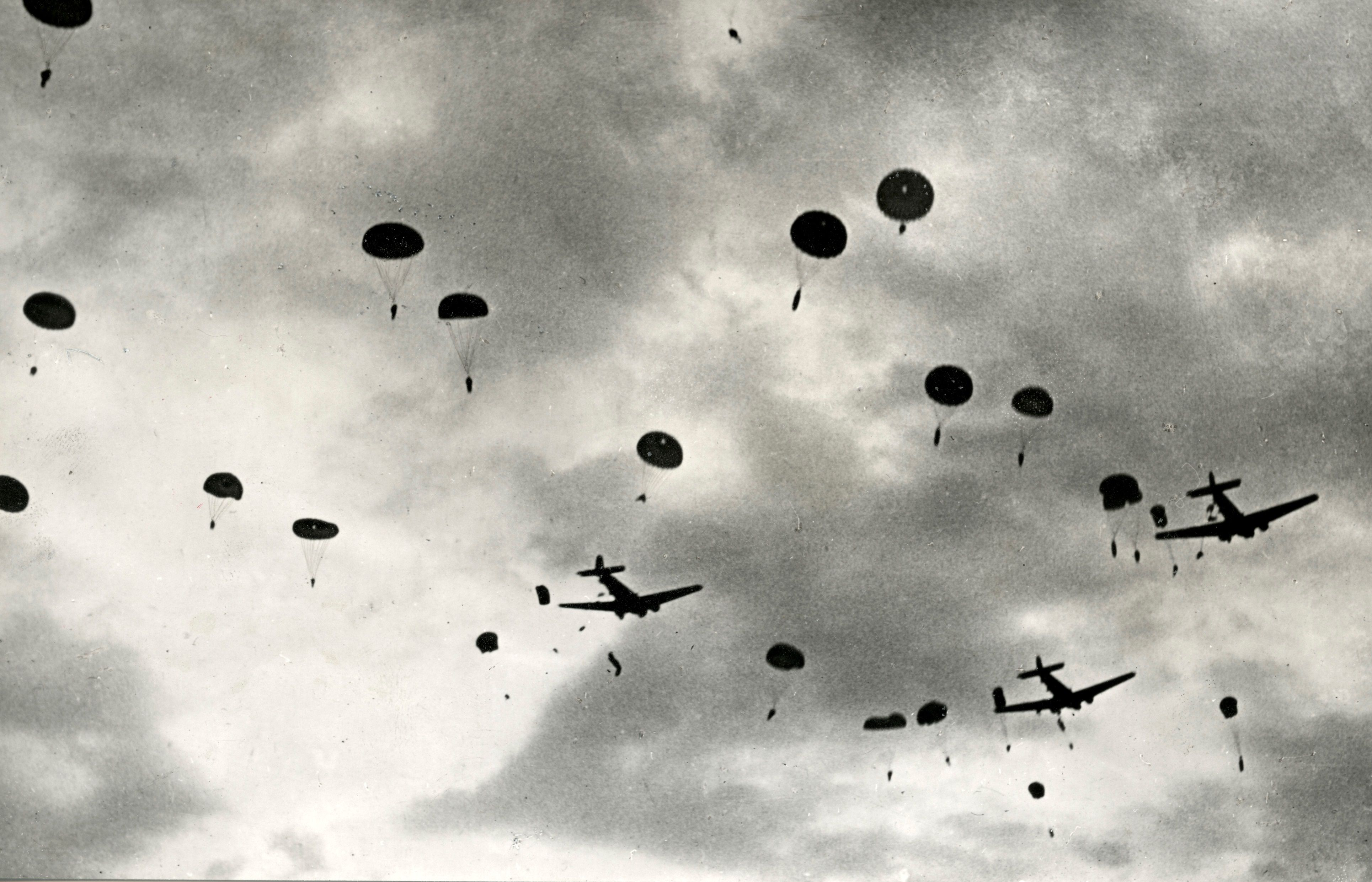
Opération aéroportée allemande en Crète, 1941

L'apparition de l'aviation au XIXe siècle est très rapidement reprise pour des usages militaires, d'abord pour des missions de reconnaissance puis de bombardement et de transport de troupes. L'avion est un moyen de transport rapide et indépendant des voies de communications qui permet d'amener des combattants au sein du territoire ennemi et de renverser le paradigme classique de la ligne de front. La Seconde Guerre mondiale voit donc l'apparition des premières troupes aéroportées qui mènent des actions offensives en profondeur dans les lignes ennemies pour désorganiser les réseaux d'approvisionnement ennemis et forcer l'adversaire à disperser ses forces afin de soutenir l'action des unités engagées sur le front principal.
Il existe deux catégories de transport aérien. Le transport aérien stratégique se déploie sur de longues distances, généralement entre deux pays, et implique l'utilisation des grands avions cargos. Le transport aérien tactique se limite à un théâtre d'opération et permet l'utilisation d'avions ayant moins de vitesse et d'autonomie mais bénéficiant d'une meilleure manœuvrabilité.

### Une guerre technologique

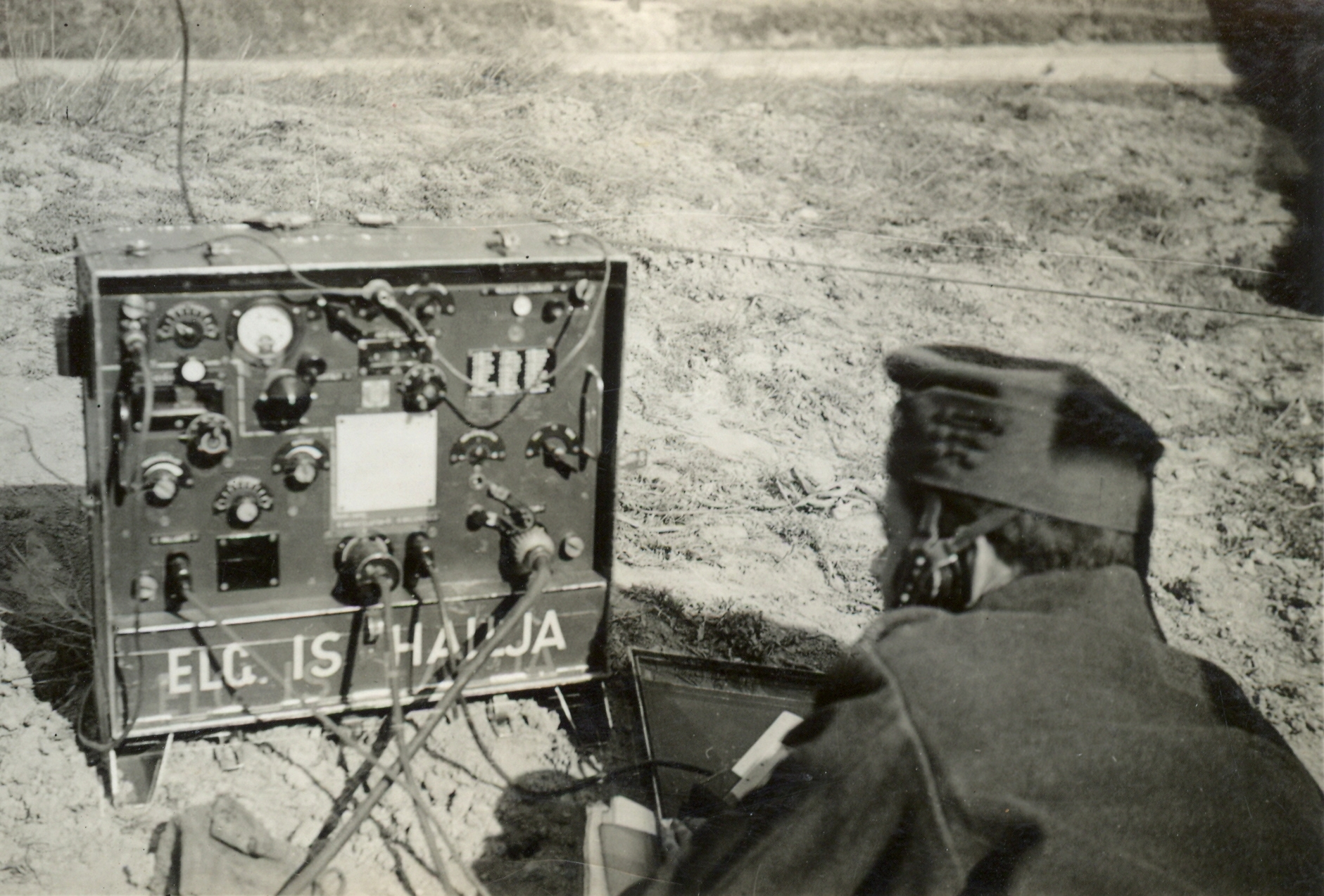
Radio militaire, 1938

La révolution industrielle apporte également de nombreuses innovations dans le matériel utilisé par les forces armées. Conformément à une constante de l'Histoire, les chefs militaires font alors évoluer les doctrines avec le matériel pour exploiter les nouvelles capacités que celui-ci leur offre.
Par exemple, les grandes découvertes de l'ère industrielle révolutionnent le domaine des communications par la découverte de l'électricité, de l'électromécanique et des premiers ordinateurs. Ces technologies permettent aux armées de communiquer simultanément malgré la distance, par le télégraphe puis la radiocommunication, et de manière sécurisée grâce à la cryptographie.
La coordination des actions militaires sur l'ensemble d'un théâtre d'opérations devient possible et contribue à l'élargissement du champ de bataille. Ces technologies participent aussi à l'avènement du champ de bataille interarmes en 1916-1917, qui combine les opérations des différentes armes entre combat d'infanterie, appui d'artillerie et reconnaissance par l'aviation.

## La guerre terrestre
Pendant l'ère de la guerre industrielle, la guerre terrestre passe du combat à portée de vue et entre individus à l'affrontement par machines interposées au-delà de la portée visuelle. La politologue Thérèse Delpech rappelle que les progrès de l'armement n'ont pas permis d'humaniser la guerre mais ont au contraire ont déshumanisé l'adversaire en l'éloignant.
La guerre de Crimée (1853-1856) voit l’introduction de la guerre des tranchées, de l’artillerie à longue portée, des chemins de fer et du télégraphe. Pendant la Première Guerre mondiale, des armes plus impersonnelles entrent sur le champ de bataille comme les armes chimiques et les mines terrestres. La phase mortelle de guerre de tranchées est finalement dépassée par l’avènement du char blindé moderne qui rouvre la guerre de mouvement.

### Avancées technologiques
L'influence majeure des technologies sur le type de guerre et la stratégie adoptée est soulignée par l'historien Guillaume Lasconjarias. En effet, les capacités nouvelles offertes aux combattants par les avancées dans le domaine de l'armement lors de l'ère industrielle ont mené les chefs militaires à change leur utilisation de ces armes et le rôle des soldats qui en sont équipés.
Le rainurage désigne l’ajout de rainures en spirale à l’intérieur du canon d’une arme à feu. Ce canon rayé fait tourner le projectile lors de son passage, améliorant la portée et la précision. Ce type de fusil donne aux combattants la possibilité de cibler spécifiquement un combattant ennemi plutôt que d'orienter un feu de masse dans une direction générale. Cette avancée permet la transition des tirs d’infanterie massifs et des vagues humaines vers des tactiques plus fines et l'utilisation de petites unités plus maniables.

Mitrailleuse Gatling XIXe, illustration

Les premières pièces d’artillerie, conçues pour tirer de gros projectiles à grande distance, étaient lourdes, encombrantes, et leurs tirs lents, ce qui réduisait leur utilisation aux sièges. Avec l’ère industrielle, des pièces d’artillerie plus légères mais puissantes et précises sont produites. Cela permet l'amélioration de l'artillerie de campagne et son utilisation au niveau tactique pour soutenir les troupes.
Les mitrailleuses sont les premières armes entièrement automatiques. Inventées par Richard Gatling en 1861, les premières mitrailleuses sont manivellées à la main, puis véritablement automatisées par Hiram Maxim. Ces armes sont utilisées pour leur capacité à écraser les formations d’infanterie denses. Leur usage combiné avec l’artillerie de campagne rend les charges massives d'infanterie extrêmement meurtrières, en particulier lors des deux guerres mondiales, et mène à un indispensable changement des tactiques vers des unités de combat moins nombreuses (commandos) ou mieux protégées (blindés).
Avec les avancées technologiques, la guerre industrielle faut aussi évoluer le rôle du soldat qui, de simple exécutant, se transforme progressivement en technicien nécessitant de la formation et ayant donc plus de valeur pour la tactique.

### Installations défensives
La portée et la précision accrues de l’artillerie et des fusils forcent les soldats à creuser dans des fortifications temporaires pour se protéger. Ainsi apparaissent les tranchées massivement utilisées pendant la Première Guerre mondiale et les "trous de renard" individuels de la taille d’un soldat qui sont plus communs pendant la Seconde Guerre mondiale.

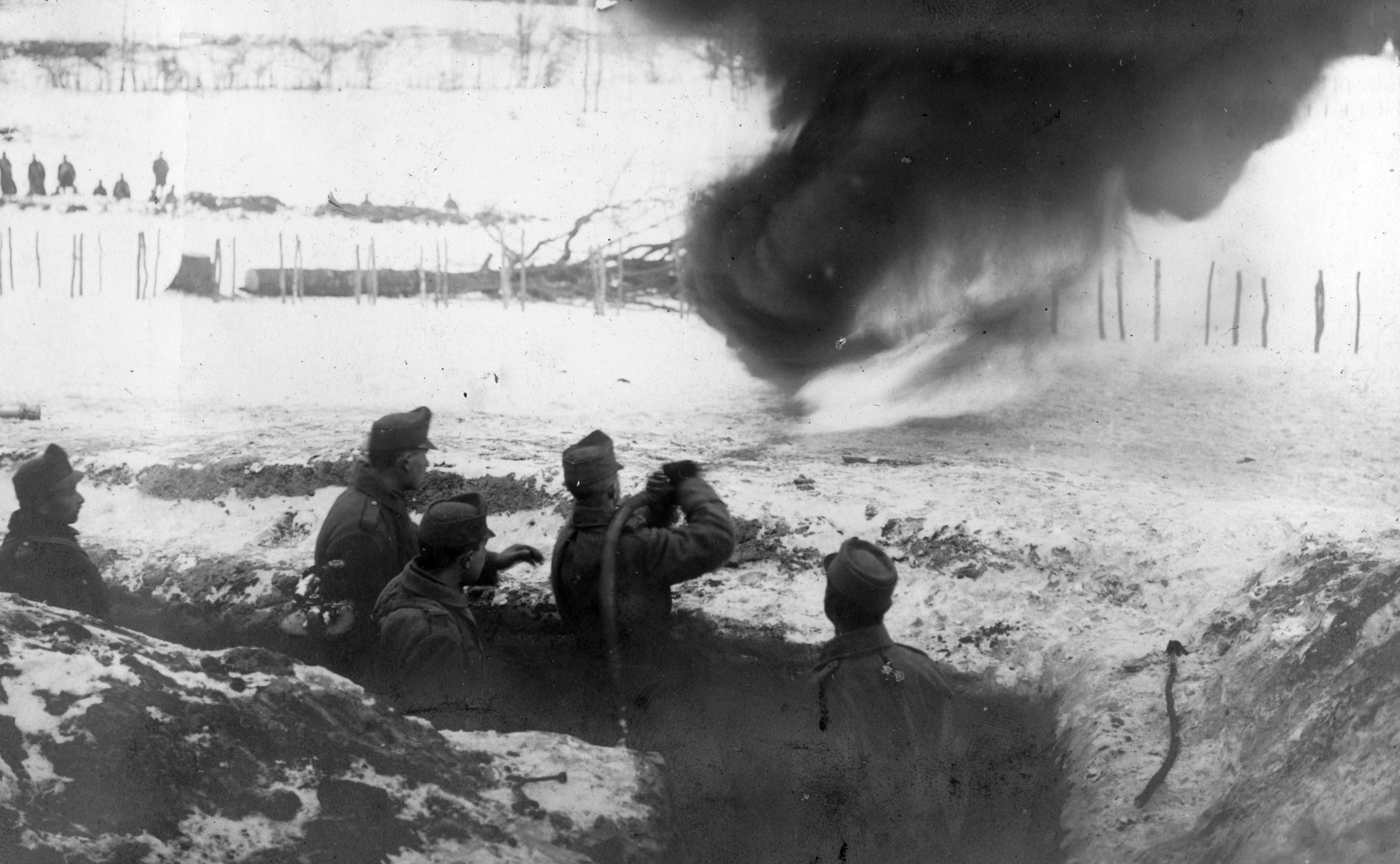
Lance-flamme dans une tranchée, Première Guerre mondiale

À mesure que l’artillerie s’améliore en puissance et en capacité de pénétration, des fortifications plus modernes sont développées, utilisant d’abord des couches plus épaisses de pierre, puis de béton et d’acier. Après la mise au point la tourelle par l'artillerie navale, les fortifications terrestres incluent cette plate-forme de canon mobile.
Forte de l'expérience des combats statiques de la Première Guerre mondiale, la France construit la ligne Maginot, une fortification souterraine en acier et en béton qui longe la frontière franco-allemande. Mais cette ligne de fortifications réputée imprenable est dépassée par les évolutions tactiques (Blitzkrieg) et techniques (chars Panzer) qui permettent aux allemands de la contourner en 1940.
Cependant, pour Jean-Jacques Becker, le passage d’une vision  traditionnelle de la guerre à la guerre industrielle rend en partie obsolète l’ancienne opposition entre guerre de mouvement et guerre de tranchée puisque la puissance donnée à chaque armée par les avancées technologiques permet de passer facilement de l'un à l'autre de ces types de combat.

### Guerre de manœuvre
La manœuvre a existé tout au long de l’histoire militaire, mais l’avènement du transport mécanisé rend possible la "guerre de manœuvre" sur des terrains auparavant impraticables comme les champs ou les déserts. Utilisé pour la première fois par l’armée allemande en Pologne et en France pendant la Seconde Guerre mondiale, la blitzkrieg ou "guerre éclair" consiste à déplacer rapidement des troupes sur des véhicules de combat chenillés et blindés pour percer les lignes ennemies et prendre l'adversaire à revers ou détruire ses arrières (lignes de ravitaillement, centre de commandement).
Pendant la Seconde Guerre mondiale, le mouvement aéroporté est également utilisé pour parachuter des soldats au plus près du champ de bataille ou mener des opérations en profondeur. Après 1945, l’évolution des hélicoptères apporte un moyen plus pratique de transporter les troupes par voie aérienne.

## La guerre navale

### Cuirassés
La période qui a suit les guerres napoléoniennes connait une expérimentation intensive de nouvelles technologies : bateaux à vapeur dans les années 1810, métallurgie et technique d’usinage améliorées pour les canons.
L'usage d'obus explosifs capables de démolir un navire en bois d’un seul coup rend nécessaire le blindage des vaisseaux. Après la célèbre bataille du CSS Virginia et de l'USS Monitor pendant la guerre de Sécession, premier duel entre navires cuirassés, symbole d'un changement d'époque, l'ensemble des flottes militaires du monde se tournent vers les navires cuirassés bien plus résistants.
À la fin du XIXe siècle, le livre d’Alfred Thayer Mahan, The Influence of Sea Power upon History, révolutionne la guerre navale. Mahan fait valoir que la domination de la mer a été le facteur décisif des guerres anglo-françaises et donc que le contrôle du commerce maritime était critique pour la victoire militaire. Selon lui, la meilleure façon de parvenir à la domination navale est de concentrer de grandes flottes de capital ships. Ses écrits étudiés dans toutes les grandes puissances influencent la course aux armements navals vers des vaisseaux toujours plus grands.
A cette période, le célèbre cuirassé moderne commence à émerger : un navire blindé d’acier, propulsé par des turbines à vapeur, et armé de canons montés dans des tourelles disposées le long de l’axe central du pont principal. La conception finale est atteinte en 1906 avec le HMS Dreadnought, totalement dépourvus de petits canons, ses canons principaux étant suffisants pour couler tout navire existant à l’époque.

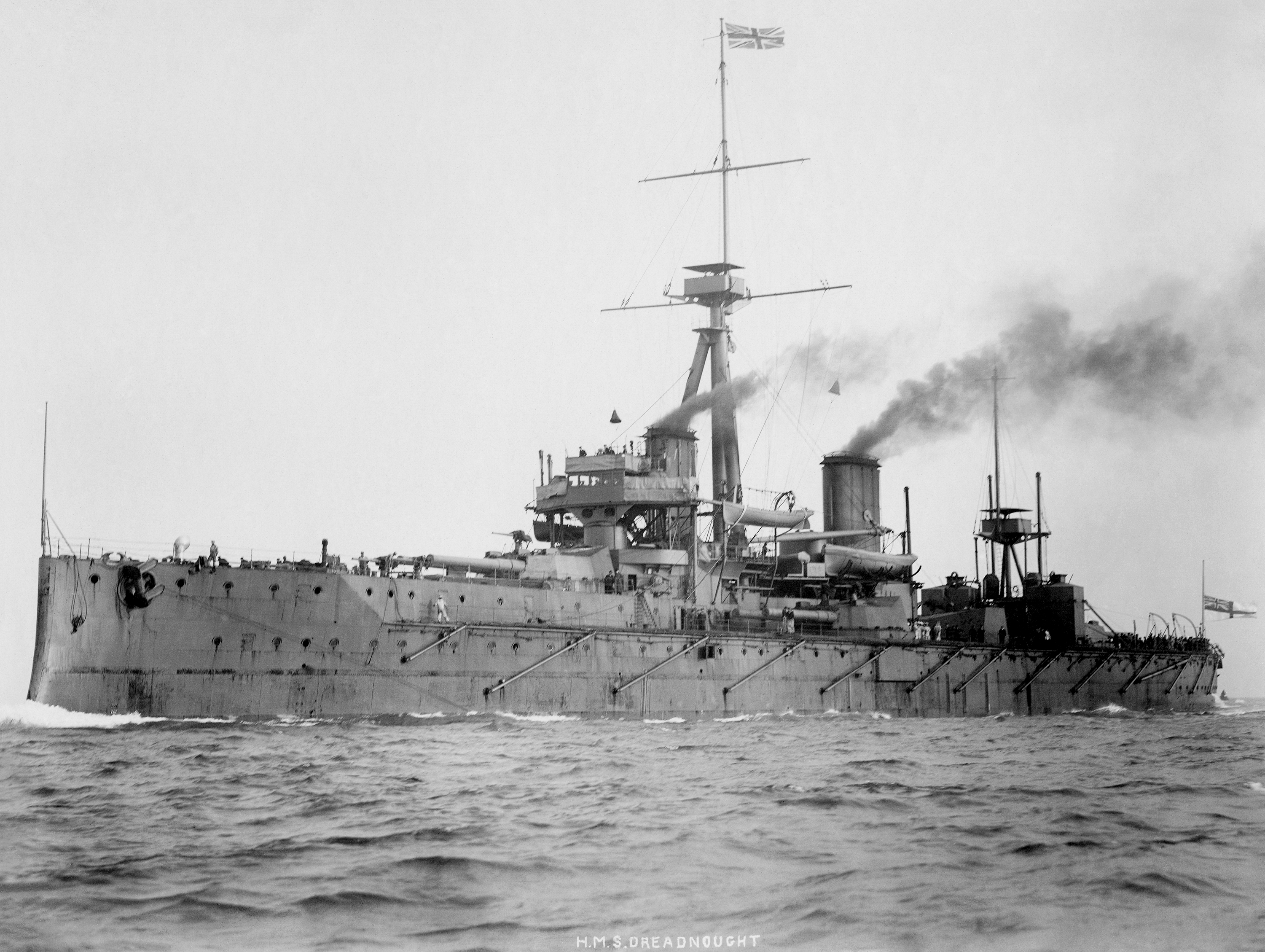
HMS Dreadnought, 1906

La guerre russo-japonaise, et en particulier la bataille de Tsushima en 1905, est le premier test de ce nouveau concept. Elle aboutit à une victoire japonaise et à la destruction de dizaines de navires russes. En 1916, la bataille du Jutland qui oppose la Royal Navy anglaise à la nouvelle marine de l’Allemagne impériale est le premier engagement majeur entre deux flottes de dreadnought.
Après la guerre, de nombreuses nations acceptent de limiter la taille de leurs flottes dans le traité naval de Washington et mettent au rebut bon nombre de leurs cuirassés et de leurs croiseurs.
Mais les tensions croissantes des années 1930 relancent les programmes de construction, avec des navires encore plus grands qu’auparavant : le cuirassé japonais Yamato, lancé en 1941, déplace 72000 tonnes et est armé des canons de 18 pouces (46 cm). Il marque le point culminant de la "course aux gros canons" avant que les avions ne jouent progressivement un rôle plus important dans la guerre navale et fassent perdre leur pertinence à ces armes démesurées.

### Porte-avions
Les premiers porte-avions apparaissent dans l'entre-deux-guerres, d’abord comme un moyen de contourner les limites de tonnage du Traité naval de Washington (beaucoup de croiseurs convertis). Bien que plusieurs navires aient déjà été conçus pour le lancement d’avions, le premier véritable porte-avions à toit plat est le HMS Argus, lancé en décembre 1917.
Au début de la Seconde Guerre mondiale, les porte-avions transportent habituellement trois types d’aéronefs : les bombardiers-torpilleurs, également utilisés pour les bombardements horizontaux conventionnels et la reconnaissance ; les bombardiers en piqué, également utilisés pour la reconnaissance ; et les chasseurs pour la défense de la flotte et l’escorte des bombardiers. En raison de l’espace restreint sur les porte-avions, ces avions sont presque toujours de petits avions de guerre monomoteurs.

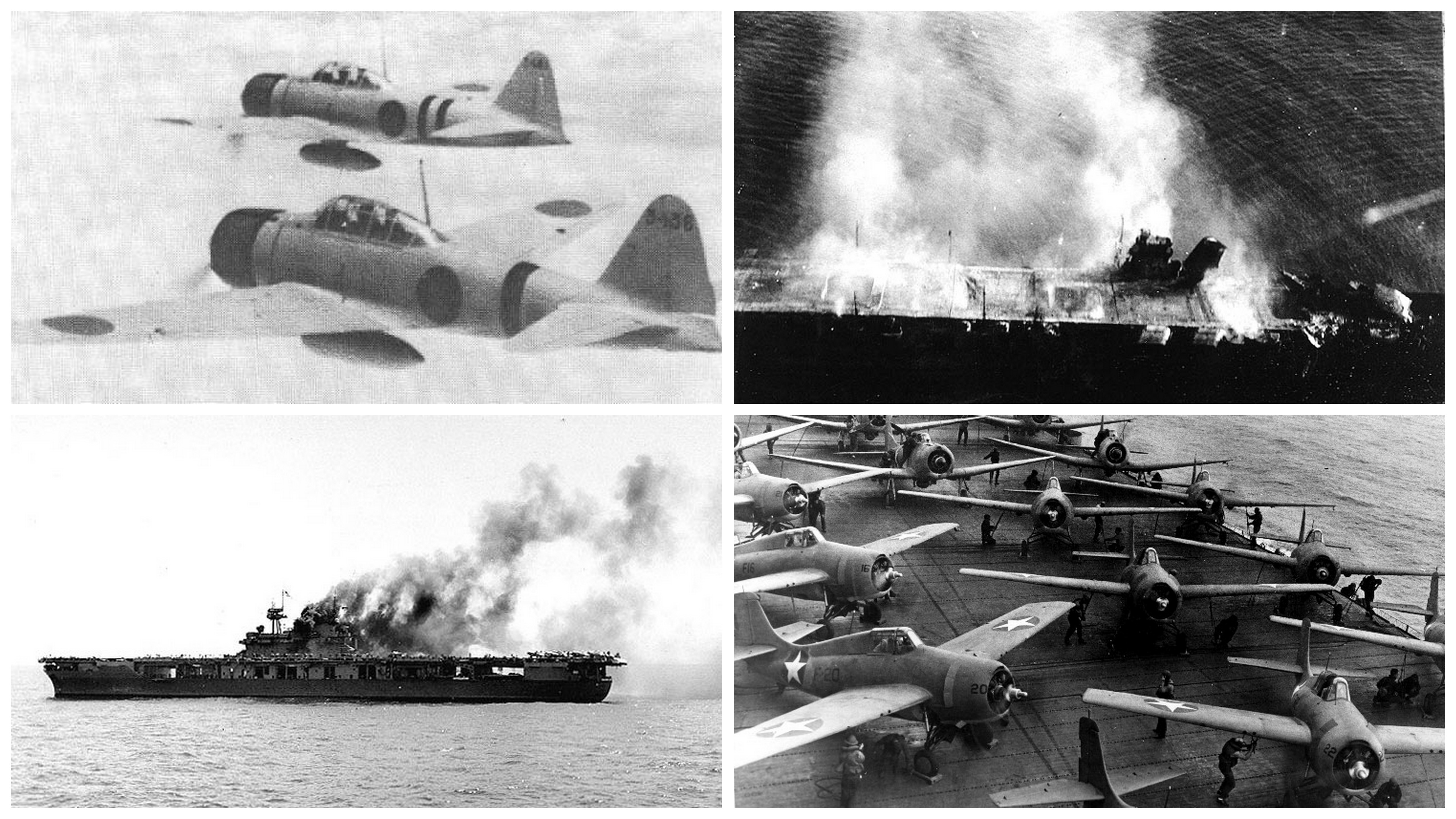
Bataille de Midway

La première véritable démonstration de puissance aérienne navale est la victoire de la Royal Navy à la bataille de Tarente en 1940, qui ouvre la voie à l’attaque beaucoup plus grande du Japon sur Pearl Harbor l’année suivante. Deux jours après Pearl Harbor, le naufrage du HMS Prince of Wales et du HMS Repulse, coulés par une attaque de bombardiers japonais, marque le début de la fin de l’ère des cuirassés.
Depuis la Seconde Guerre mondiale, les porte-avions continuent de jouer un rôle clé pour les marines.

### Sous-marins
Le développement de sous-marins est tout aussi important dans le domaine militaire. Invisibles en plongées, ces machines de guerre permettent de frapper l'ennemi n'importe où sans que celui-ci puisse le prévoir. Ainsi lors de la bataille de l'atlantique, un U-boot allemand est allé jusqu'à détruire des navires à l'entrée du port de New York.
La première attaque sous-marine réussie en temps de guerre est celle du sous-marin confédéré CSS H. L. Hunley qui a coulé la frégate USS Housatonic en 1864.

Réplique du sous-marin Surcouf en 1940

Au cours des deux guerres mondiales, toutes les nations ont pratiqué la guerre sous-marine sans restriction, dans laquelle les sous-marins ont surtout exercé leur pouvoir en coulant des navires marchands, dans l'esprit de la guerre totale, afin de couper les lignes d'approvisionnement adverses.
Dans les années 1950, la guerre froide a inspiré le développement de sous-marins armés de missiles balistiques à armement nucléaire. Leur rôle est de participer à la dissuasion nucléaire en menaçant l'adversaire depuis n'importe quelle mer du globe.

## La guerre aérienne
La guerre italo-turque de 1911 inaugure l'usage de l'aviation au combat par des missions de reconnaissance et de bombardement menées par les forces italiennes. Pendant la Première Guerre mondiale, les deux camps utilisent ballons et avions pour la reconnaissance et la direction des tirs d’artillerie. Pour empêcher la reconnaissance ennemie, certains pilotes d’avion commencent alors à attaquer d’autres avions et ballons, d’abord avec des armes légères dans le poste de pilotage, puis avec des mitrailleuses montées sur l’avion. Les deux camps utilisent également des avions pour bombarder, mitrailler les forces au sol et larguer des tracts de propagande. L’armée de l’air allemande effectue les premiers bombardements visant à inspirer la terreur en utilisant des zeppelins pour larguer des bombes sur la Grande-Bretagne. À la fin de la guerre, les avions se sont spécialisés : bombardiers, chasseurs, avions de surveillance. La plupart de ces avions sont des biplans avec des cadres en bois recouverts de toile, des câbles et des moteurs refroidis à l’air.
De 1918 à 1939, la technologie aéronautique poursuit son essor pour aboutir à des monoplans métalliques avec et des moteurs refroidis par liquide. Les ingénieurs triplent leur vitesse maximale et doublent l'altitude atteignable grâce aux masques à oxygène, l'autonomie et la charge utile des bombardiers sont aussi augmentées.
Certains officiers comme Hugh Trenchard et Giulio Douhet voient le potentiel de l'aviation militaire et soutiennent la théorie que l’avion est appelé à devenir la principale arme militaire en faisant gagner les guerres futures par la destruction aérienne de la capacité militaire et industrielle de l’ennemi. Ce concept est appelé bombardement stratégique. Douhet propose également dans The Command of the Air (1921) de bombarder directement la population civile afin de déclencher des révoltes chez l'adversaire et d'éviter ainsi de réitérer l'horreur des tranchées. Le général américain Billy Mitchell met en avant le potentiel de la puissance aérienne pour neutraliser les flottes navales de surface, l'ayant lui-même prouvé en 1921 en coulant l’ex-cuirassé allemand SMS Ostfriesland avec des bombes aériennes.

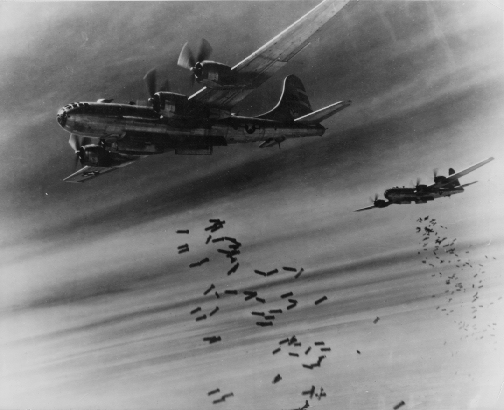
B-29 bombardant Tokyo, 1945

Pendant la Seconde Guerre mondiale sont mis en oeuvre des bombardements stratégiques et tactiques. Les bombardements stratégiques ciblent des objectifs industriels tels que des usines, des chemins de fer, des raffineries de pétrole, ou des régions et villes densément peuplées. Ils nécessitent des bombardiers lourds quadrimoteurs transportant de grandes charges de munitions ou une arme nucléaire et pouvant voler jusqu'en territoire ennemi. Les bombardements tactiques ciblent des objectifs militaires tels que les concentrations de combattants, les centres de commandement, les terrains d’aviation et les dépôts de munitions. Ils nécessitent des avions d’attaque, des bombardiers de plongée et des bombardiers de chasse pouvant voler à basse altitude au-dessus du champ de bataille.
Au début de la guerre, la Luftwaffe se concentre sur le bombardement tactique, utilisant un grand nombre de Ju 87 Stukas comme "artillerie volante" pour les offensives terrestres. Ces avions étant mieux en mesure de suivre les rapides avancées des colonnes de panzer allemandes que l'artillerie, lente à mettre en place. L'appui aérien rapproché a grandement contribué aux succès de l’armée allemande dans la bataille de France. Il est également important dans la guerre amphibie, où les porte-avions fournissent un soutien aux soldats qui débarquent sur les plages.
En revanche, les bombardements stratégiques sont un concept nouveau né de la nouvelle dimension de la guerre industrielle. En 1940, les Allemands tentent de forcer la Grande-Bretagne à se rendre en attaquant ses aérodromes, ses usines et ses villes dans le Blitz. La bataille d’Angleterre est alors la première bataille majeure dont le résultat se détermine dans les airs. A la fin de la guerre, les campagnes menées par les alliées en Europe et en Asie impliquent des milliers d’avions pouvant larguer des dizaines de milliers de tonnes de bombes sur une seule ville.

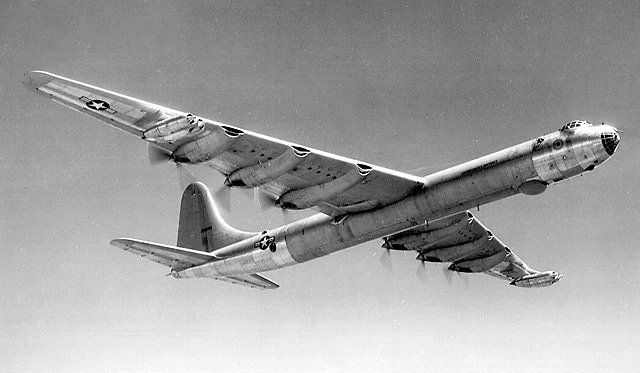
Convair B-36 Peacemaker, bombardier stratégique, 1950

Après-guerre, l'aviation militaire est façonnée par les besoins de la guerre froide. Elle se tourne vers la puissance de l'avion à réaction qui permet des gains importants en vitesse et en altitude. Jusqu’à l’avènement du missile balistique intercontinental, les grandes puissances comptent sur les bombardiers de haute altitude pour assurer leur dissuasion nucléaire. Chaque pays s’efforce alors de développer la technologie des bombardiers et des chasseurs à haute altitude pour les intercepter. C'est alors qu'émerge le concept de supériorité aérienne qui joue un rôle important dans la conception des avions américains et soviétiques.

## La sortie des guerres industrielles
Avec l’invention de l'arme nucléaire, le concept de guerre à grande échelle lié aux guerres industrielles amène la perspective de l’annihilation mondiale. C'est la raison pour laquelle les conflits menés depuis la Seconde Guerre mondiale ont été de faible intensité, souvent sous la forme de guerres par procuration menées à l'échelle locale. Ces conflits sont alors sortis du modèle de la guerre industrielle en se limitant aux armes conventionnelles tout en mettant l'accent sur les tactiques de guerre asymétriques et le renseignement.

### Ère nucléaire
L’utilisation d’armes nucléaires a vu le jour au cours des derniers mois de la Seconde Guerre mondiale, avec le largage de bombes atomiques sur Hiroshima et Nagasaki. Il s'agit de la seule utilisation d'armes nucléaires dans l'histoire militaire. Dans les décennies suivant la guerre, les États-Unis puis l’Union soviétique (ainsi que le Royaume-Uni et la France) ont développé et maintenu une force stratégique de bombardiers en mesure d'opposer une riposte nucléaire à tout agresseur potentiel à partir de bases de leurs pays.
Avant le développement des missiles stratégiques par l'URSS, une grande partie de la doctrine de combat des nations occidentales se fondait sur l’utilisation de petites armes nucléaires dans un rôle tactique, envisagé par exemple pour dégager Diên Biên Phu en 1954. Cet usage était considéré comme limité car les États-Unis n'auraient utilisé leurs propres armes nucléaires qu'en cas d'attaque nucléaire de l’URSS contre des cibles civiles.

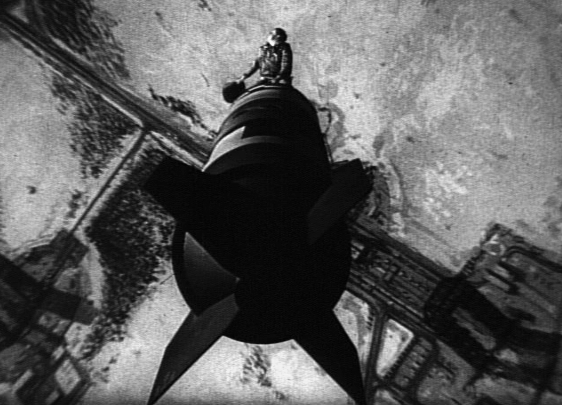
image du film Docteur Folamour

Le missile balistique intercontinental testé avec succès par l’Union soviétique à la fin des années 1950, vient renverser cette doctrine. Moins cher qu’un bombardier et impossible d’intercepter avec les moyens de l'époque en raison de son altitude et de sa vitesse, ce missile renforce le caractère inéluctable de l'arme nucléaire. De la même manière, le développement du missile nucléaire sous-marin dans les années 1960 vient achever la bascule de la doctrine nucléaire vers une mission de dissuasion et un usage très peu probable.
Depuis la fin de la Seconde Guerre mondiale, aucune nation industrielle n’a mené de guerre aussi importante et décisive, en raison du risque d'annihilation globale induit par les armes nucléaires. A l'inverse d'une guerre industrielle, un conflit nucléaire ne durerait que quelques dizaines de minutes sans besoin de mobiliser les ressources d'un pays.

### Guerre froide
À la fin des années 1950, l’affrontement idéologique de la guerre froide entre le monde occidental et l’Union soviétique implique des milliers d’armes nucléaires dirigées vers chacun des adversaires. Stratégiquement, cet équilibre du pouvoir destructeur de chaque partie est appelé la destruction mutuelle assurée ou "équilibre de la terreur". L'attaque nucléaire par une superpuissance entraînant automatiquement la riposte de l'autre qui causerait des centaines de millions de morts dans un monde où, selon les mots attribués à Nikita Khrouchtchev, "les vivants envieront les morts".
Pendant la Guerre froide, les deux superpuissances cherchent à éviter un conflit ouvert entre leurs forces respectives car elles savent qu'un tel conflit pourrait très facilement s’intensifier et mettre en jeu des armes nucléaires. Au lieu de cela, elles s'affrontent en participant à des luttes diplomatiques et des guerres par procuration. Chacune soutient alors ses alliés respectifs dans des conflits contre des forces alignées sur l'autre camp, comme dans la guerre de Corée, la guerre du Vietnam, et l’invasion soviétique de l’Afghanistan.

## Jalons historiques
| Année     | Bataille                      | Pays                             | Caractéristique                                                                                               |
| --------- | ----------------------------- | -------------------------------- | --- |
| 1854–1855 | Siège de Sébastopol           | Royaume-Uni                      | Première utilisation du télégraphe au combat.                                                                 |
| 1859      | Campagne d'Italie             | France                           | Première utilisation du chemin de fer à une échelle stratégique.                                              |
| 1861      | Première bataille de Bull Run | États confédérés d'Amérique      | Première bataille dans laquelle le chemin de fer joue un rôle décisif.                                        |
| 1862      | Combat de Hampton Roads       | États confédérés d'Amérique USA  | Première bataille entre deux navires cuirassés.                                                               |
| 1864–1865 | Siège de Petersburg           | États confédérés d'Amérique USA  | Première guerre de tranchées moderne                                                                          |
| 1898      | Guerre Hispano-Américaine     | Espagne USA                      | Usage important de navires cuirassés dans un conflit naval.                                                   |
| 1905      | Bataille de Tsushima          | Empire russe Empire du Japon     | Bataille décisive entre navires de guerre cuirassés.                                                          |
| 1911–1912 | Guerre Italo-Turque           | Royaume d'Italie                 | Première utilisation d'avions au combat.                                                                      |
| 1914      | Bataille de la Marne          | France                           | Première utilisation à grande échelle d'infanterie motorisée.                                                 |
| 1914–1918 | Bataille de l'Altantique      | Empire allemand                  | Première campagne majeur de guerre sous-marine                                                                |
| 1915      | Seconde bataille d'Ypres      | Empire allemand                  | Premier usage à grande échelle d'armes chimiques.                                                             |
| 1916      | Bataille de Verdun            | France Empire allemand           | Point culminant de la guerre de fortification fixe.                                                           |
| 1917      | Bataille de Cambrai           | Royaume-Uni                      | Premier usage réussi de tanks au combat.                                                                      |
| 1925      | Guerre du Rif                 | France Espagne                   | Premier assaut amphibie utilisant des tanks et avions.                                                        |
| 1937      | Bombardement de Guernica      | Allemagne nazie Royaume d'Italie | Premier usage massif de bombardement de terreur.                                                              |
| 1937      | Bataille d'El Mazuco          | Espagne Allemagne nazie          | Premier usage massif du "tapis de bombe" contre une cible militaire.                                          |
| 1940      | Bataille d'Angleterre         | Allemagne nazie Royaume-Uni      | Première bataille majeure intégralement aérienne.                                                             |
| 1940      | Bataille de Tarante           | Royaume-Uni                      | Première bataille navale avec usage d'avions.                                                                 |
| 1941      | Bataille de Crète             | Allemagne nazie                  | Première bataille majeure avec usage exclusif de troupes aéroportées par un belligérant.                      |
| 1941      | Opération Barbarossa          | Allemagne nazie URSS             | Point culminant de la guerre éclair. Plus grande invasion de l'histoire.                                      |
| 1942      | Bataille de la mer de Corail  | Empire du Japon USA              | Première bataille navale dans laquelle aucun des navires n'a vu ou tiré directement sur ceux du camp adverse. |
| 1942      | Bataille de Midway            | Empire du Japon USA              | Bataille décisive entre porte-avions.                                                                         |
| 1942      | Bataille de Stalingrad        | Allemagne nazie URSS             | Plus grande bataille de l'histoire.                                                                           |
| 1942      | Bataille de Guadalcanal       | Empire du Japon USA              | Première campagne majeure à la fois aérienne, maritime et terrestre de l'histoire.                            |
| 1943      | Bataille de Koursk            | Allemagne nazie URSS             | Plus grande bataille de chars de l'histoire.                                                                  |
| 1944      | Débarquement de normandie     | Royaume-Uni USA Canada           | Plus grande invasion maritime de l'histoire.                                                                  |
| 1944      | Bataille du golfe de Leyte    | Empire du Japon USA              | Plus grande bataille navale de l'histoire.                                                                    |